# 昭懿皇后
昭懿皇后（しょういこうごう）は、五代十国時代の後唐の明宗李嗣源の側室（即位前没）。皇后を追贈された。姓は夏氏。

## 生涯
初め、李嗣源に側室として嫁いだ。夫への尽くし方が良くないとして、李嗣源に殴られた。方士の周元豹は「この女性は藩侯夫人の位号があり、富貴な息子が必ず生まれる」と言った。
夏氏は男子を2人産んだ。同光2年（924年）、病死した。明宗が即位すると、晋国夫人を追贈した。長興元年（930年）、2人の親王の母であることを考慮し、皇后が追贈され、「昭懿」の諡を贈られた。

## 男子
- 秦王 李従栄
- 閔帝 李従厚

## 伝記資料
- 『新五代史』
- 『旧五代史』
- 『資治通鑑』